# Joannes Reddingius
Joannes Reddingius (Deurne 19 juni 1873 – Bennekom 14 oktober 1944) was een Nederlandse dichter.

## Leven en werk
Reddingius was een telg uit de familie Reddingius, waarvan de genealogie werd opgenomen in Nederland's Patriciaat. Hij werd in 1873  geboren in het landhuis Landzicht aan de Stationsstraat te Deurne als zoon van de hervormde predikant Wibrandus Gerardus Reddingius en Louisa Justina Margaretha Sibinga. Zijn zuster Aaltje Noordewier-Reddingius was vermaard als sopraan en zangpedagoge.
Reddingius was drie maal gehuwd. Uit zijn eerste huwelijk met Sophia Geertruida van Harlingen, dat van 1898 tot 1913 duurde, had Reddingius twee zonen en een dochter. Zijn oudste zoon Wibrandus G., genoemd naar zijn grootvader, was predikant te Vlieland, 's-Gravenhage, Dokkum, Semarang en Yogyakarta. Joannes Reddingius was van 1919 tot 1921 getrouwd met Thamine Tadama (dochter van het schildersechtpaar Tadama-Groeneveld) en hertrouwde in 1923 met Fanny Salomonson. Zijn echtgenotes overleefden hem. Reddingius stierf in Bennekom en werd daar op zijn sterfdag begraven. Zijn vrienden vernamen pas na de bevrijding van zijn overlijden, omdat Reddingius tijdens zijn leven bepaald had dat tijdens de bezetting zijn naam niet in een krant mocht verschijnen. Zijn graf was in 2004 nog altijd te vinden op de begraafplaats achter de kerk van Bennekom. Dit graf is in oktober 2008 door de gemeente Ede in onderhoud genomen zodat het niet verdwijnt.
Reddingius schreef onder meer in De Nieuwe Gids, maar toen na het overlijden van Willem Kloos in 1938 Alfred Haighton eigenaar en redacteur van dit literair tijdschrift werd, verklaarden Reddingius en een groot aantal andere publicisten dat zij niet langer wilden meerwerken, “daar zij van deze wijzigingen een belangrijken fascistischen invloed in de leiding van „De Nieuwe Gids" verwachten.”
Reddingius trad in zijn Hilversumse jaren ook op als uitgever en gaf bijvoorbeeld het openluchtspel Swawa's terugkeer van zijn plaatsgenote Amy Grothe-Twiss (1860-1947) uit.

## Gedicht
GNOMEN'
In een schemer staat het bosch,
stil-verholen zijn de paden,
berken dragen zilvren waden,
spokig als een dooden-dos.
Grimmig waait de wind, ontzind
schudt het kreunend loof der boomen.
't lachen spot van wijze gnomen,
in de heksenkom, rondom.
Uit: Johanneskind